# دوغ سويفت
دوغ سويفت (بالإنجليزية: Doug Swift)‏ هو لاعب كرة قدم أمريكية أمريكي، ولد في 24 أكتوبر 1948 في سيراكيوز في الولايات المتحدة.

## وصلات خارجية
- دوغ سويفت على موقع مرجع كرة القدم المحترفة.كوم (الإنجليزية)